# Yates (Chile)
Yates es un pequeño poblado en el margen sur del Estuario del Reloncaví y que se encuentra a los pies del Volcán Yates, este poblado es parte de la comuna de Cochamó, Región de Los Lagos Chile.
Se puede acceder a Yates a través del camino que une Caleta Puelche con  Río Puelo. 
Yates se encuentra a una distancia de 10 kilómetros de  Río Puelo y a 9 kilómetros de Llaguepe, poblado cercano que también se encuentra a los pies del Volcán Yates. 
Este poblado de origen maderero fue famoso en la década de los'80 por su explotación de alerces en el Valle de la Candelaria.
Yates cuenta con la escuela rural Clotilde Almonacid.